# Pogobie Tylne
Pogobie Tylne [pɔˈɡɔbjɛ ˈtɨlnɛ] (deutsch Hinter Pogobien, 1933 bis 1945 Hirschwalde) ist ein Dorf in der polnischen Woiwodschaft Ermland-Masuren, das zur Gmina Pisz (Stadt- und Landgemeinde Johannisburg) im Powiat Piski (Kreis Johannisburg) gehört.

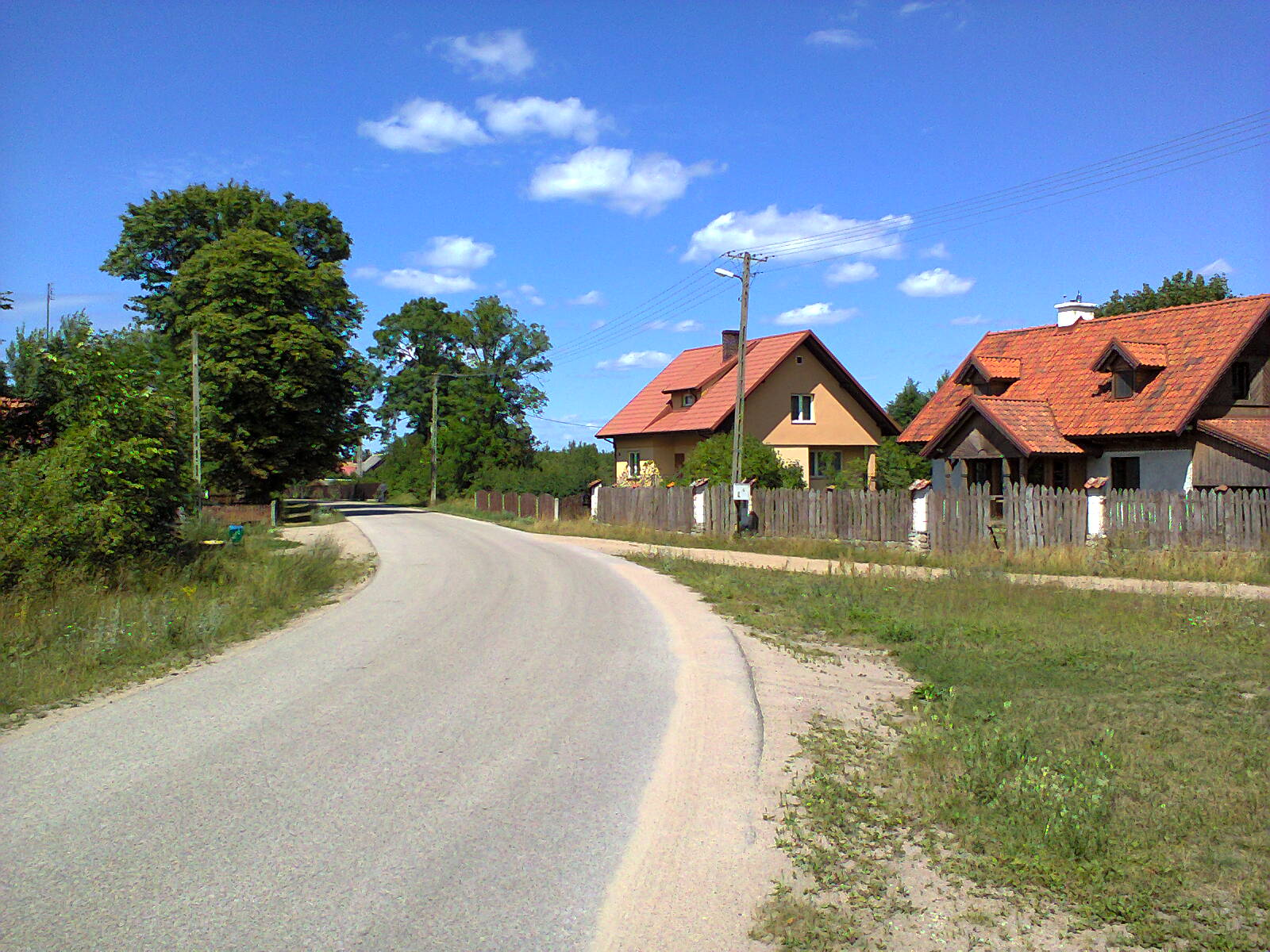
Dorfstraße in Pogobie Tylne

## Geographische Lage
Pogobie Tylne liegt am Südwestufer des Kleinen Pogobier Sees (auch: Mittelpogauer See, polnisch Jezioro Pogubie Małe) in der südöstlichen Woiwodschaft Ermland-Masuren, zwölf Kilometer südlich der Kreisstadt Pisz (deutsch Johannisburg).

## Geschichte
Das Heidedorf Hinter Pogobien wurde 1707 als Schatullsiedlung gegründet. Im Jahr 1874 wurde das Dorf in den neu errichteten Amtsbezirk Kullik (polnisch Kulik) eingegliedert, dem es mit seinen Ortschaften Grodzia (1933 bis 1945 Vogelsang, polnisch Grodzie) und Janina (1933 bis 1945 Hirscheck, polnisch Janina) bis 1945 zugeordnet war. 
In Hinter Pogobien waren im Jahr 1910 insgesamt 301 Einwohner gemeldet. Am 20. Januar 1933 wurde das Dorf in „Hirschwalde“ umbenannt. Die Einwohnerzahl in diesem Jahr belief sich auf 274 und betrug 1939 noch 297.
In Kriegsfolge kam das Dorf 1945 mit dem gesamten südlichen Ostpreußen zu Polen und erhielt die polnische Namensform „Pogobie Tylne“. Heute ist das Dorf Sitz eines Schulzenamtes (polnisch Sołectwo) und ist somit eine Ortschaft im Verbund der Stadt- und Landgemeinde Pisz (Johannisburg) im Powiat Piski (Kreis Johannisburg), bis 1998 der Woiwodschaft Suwałki, seither der Woiwodschaft Ermland-Masuren zugehörig. Pogobie Tylne zählte im Jahre 2011 insgesamt 65 Einwohner.

## Religionen
Bis 1945 war Hinter Pogobien in die evangelische Kirche Johannisburg in der Kirchenprovinz Ostpreußen der Kirche der Altpreußischen Union sowie in die römisch-katholische Kirche in Johannisburg im Bistum Ermland eingepfarrt.
Heute gehört Pogobie Tylne katholischerseits zur Pfarrkirche in Wiartel (deutsch (Groß) Wiartel) bzw. in Turośl (Turoscheln, 1938 bis 1945 Mittenheide) im Bistum Ełk der römisch-katholischen Kirche in Polen. Die evangelischen Einwohner orientieren sich zur Kirchengemeinde in Pisz in der Diözese Masuren der Evangelisch-Augsburgischen Kirche in Polen.

## Schule
Hinter Pogobien wurde im Jahre 1737 Schulort.

## Verkehr
Pogobie Tylne liegt an einer Nebenstraße, die von Ruciane-Nida (Rudczanny, 1938 bis 1945 Niedersee-Nieden) über Wiartel ((Groß) Wiartel) und Kulik (Kullik) nach hier verläuft.

## Persönlichkeit
- Hans-Günter Sulimma (* 22. Oktober 1933 in Hirschwalde), deutscher Botschafter († 2020)